# Åkeshov
Åkeshov è un sobborgo di Stoccolma, situato presso Västerort, nella parte occidentale della città, ed appartiene amministrativamente alla circoscrizione di Bromma. I distretti adiacenti sono invece quelli di Åkeslund, Nockebyhov, Norra Ängby e Riksby. Il distretto di Åkeshov fu ufficialmente formato nel 1926; per un breve periodo (dal 1934 al 1940) venne però incorporato a quello di Nockebyhoviin.
Il nome Åkeshov trae origine dalla tenuta, costruita per mano di Åke Axelsson Natt och Dag nel 1642.
Oggi risiedono qui circa 700 abitanti, su un'area di circa 0,27 chilometri quadrati.